# Цельная вещь
Цельная вещь — принятое в филателии название филателистических материалов, объединяющее различные объекты коллекционирования: почтовые конверты и карточки, листы почтовой бумаги, всевозможные формуляры и бланки, другие виды почтовой документации, на которых напечатаны знаки почтовой оплаты или тексты, их заменяющие. Не следует их путать с целыми вещами — конвертами или карточками, на которых марки наклеены, например, с конвертами первого дня.

## Происхождение термина
Впервые термин «цельная вещь» (нем. Ganzsache) употребил берлинский торговец марками Юлиус Шлезингер (Julius Schlesinger; 1858—1921).

## Формат
Форматом цельных вещей называется их размер (указываемый в миллиметрах) по горизонтали (ширина) и по вертикали (высота).

## Классификация
Цельные вещи различного назначения издаются практически во всех странах мира. Существуют следующие виды цельных вещей:
- Маркированные конверты:
  - стандартные для различных видов почтовой пересылки;
  - художественные для различных видов пересылки;
  - с оригинальной маркой;
  - сувенирные, продаются в комплекте с художественной карточкой.
- Маркированные карточки:
  - стандартные для внутренней почтовой пересылки (обычной и авиа);
  - художественные для тех же видов почтовой пересылки с односторонним расположением марки и иллюстрации. В качестве знаков почтовой оплаты используются марки оригинальных рисунков;
  - художественные для тех же видов почтовой пересылки, но с двусторонним расположением марки и иллюстрации.
- Маркированные бланки (внешне оформляются в виде почтовых карточек):
  - уведомления о вручении[англ.] почтовых отправлений (обычные или заказные);
  - почтовые карточки для запроса об адресе;
  - бланки заявлений о досылке корреспонденции по новому адресу;
  - бланки для заказа железнодорожных билетов по почте;
  - почтовые карточки «Книга—почтой»;
  - служебные выпуски по заказу различных организаций.

Иногда к цельным вещам причисляют международные ответные купоны.
- Примеры цельных вещей некоторых стран
- Маркированная почтовая карточка (Бавария, 1895, 5 пфеннигов) (Mi #P44/1)
- Художественная односторонняя почтовая карточка с оригинальной маркой в честь 50-летия памятника «Алёша» (Болгария, 2007, 35 стотинок)
- Художественный маркированный конверт с оригинальной маркой, выпущенный к годовщине восстановления независимости Литовской Республики (Литва, 1991, 20 копеек)
- Художественная односторонняя почтовая карточка с оригинальной маркой, посвящённая географу П. П. Семёнову-Тян-Шанскому (СССР, 1977, 4 копейки)
- Художественная односторонняя почтовая карточка с оригинальной маркой, посвящённая композитору Артуру Каппу (СССР, 1978, 4 копейки)
- Художественный маркированный конверт авиапочты в честь 175-летия Харьковского университета (СССР, 1979, 6 копеек), с двумя стандартными марками (1976, 2 копейки)
- Цельная вещь, отправленная из США в Германию (США, 1901, 1 цент)
- Маркированная почтовая карточка баллонной почты (Франция, 1870—1871, 20 сантимов)

## История
Современные цельные вещи стали регулярно издаваться с середины XIX века. Первым в мире изданием современных цельных вещей считаются выпущенные в Великобритании особые конверты, так называемые «конверты Малреди». Известный английский график Уильям Малреди (1786—1863) по приглашению английского казначейства принял участие в конкурсе рисунка для готовящегося выпуска цельных вещей и получил первую премию. Почтовый лист при складывании превращался в конверт, на лицевой стороне которого был напечатан рисунок, предложенный Малреди (отсюда название). Рисунок изображал аллегорическую фигуру Британии, рассылающую вести во все страны света. Конверты стоимостью 1 пенни появились одновременно с первой маркой в мире «Чёрным пенни» 6 мая 1840 года, а через год были заменены конвертами со знаками почтовой оплаты.
Предшественниками современных цельных вещей являются листы почтовой бумаги, издаваемые в Сардинии в 1818 году, так называемые «Сардинские лошадки», и почтовые конверты Нового Южного Уэльса (Австралия), выпущенные в 1838 году.

### Цельные вещи в России
В России цельные вещи выпускают с 1 декабря 1845 года. Для городской почты Санкт-Петербурга были изданы специальные конверты — штемпельные «куверты». Они имели на белой лицевой стороне голубой или синий круглый штемпель с надписью «С. П. Б. Городская почта» и «за письмо 5 к. с.», «за конвертъ 1 к. с.». Подобные «куверты» были выпущены и для московской городской почты. Цвет штемпеля конвертов московской почты был красным. Штемпельные «куверты» продавались всюду за 6 копеек серебром.
Штемпель имел значение почтовой марки, а штемпельные «куверты» по их служебной роли можно приравнять к современным маркированным конвертам. Штемпельные конверты для пересылки иногородней корреспонденции появились несколько позже, в 1848 году. В настоящее время штемпельные «куверты» встречаются в коллекциях чрезвычайно редко.
В 1872 году была выпущена первая русская почтовая карточка. В 1972 году в Москве в залах Политехнического музея была открыта выставка, посвященная 100-летию этого события.
Первый советский маркированный конверт вышел в 1927 году. В 1977 году в Москве была проведена специализированная филателистическая выставка цельных вещей «50 лет советскому маркированному конверту», на которой демонстрировались коллекции маркированных конвертов и в честь которой был выпущен художественный конверт с оригинальной маркой.
Марки, вырезанные из цельных вещей (маркированных конвертов или почтовых карточек), в СССР разрешалось использовать для оплаты писем.

### Рекламные цельные вещи
Среди цельных вещей прошлого можно выделить маркированные открытки и почтовые карточки с рекламными объявлениями. Такие цельные вещи с дополнительно напечатанной рекламой коммерческого или иного характера или объявлениями называются рекламными цельными вещами. Иногда продажная цена рекламных цельных вещей была ниже номинальной стоимости напечатанных на них знаков почтовой оплаты, поскольку разницу покрывали заказчики рекламы или объявлений. Расцвет их выпуска приходится на 1907—1917 годы. В Германии издателям было разрешено отдавать почтовому ведомству уже готовые открытки с видами и рекламными объявлениями для печатания на них марок соответствующего достоинства, а специальные правила, регулирующие взаимоотношения между издателями почтовых карточек с рекламами и почтовым ведомством, были изложены в одной из статей германского почтового уложения.
В дореволюционной России известность приобрели выпускавшиеся с октября 1898 года по ноябрь 1901 года Ведомством учреждений Императрицы Марии в пользу детских приютов закрытые благотворительные письма с объявлениями. К 1915—1917 годам относится деятельность петроградского Общества борьбы с нищенством детей (Призрение детей запасных и убитых воинов) по печатанию на бланках почтовых карточек реклам и объявлений. В 2014 году в издательстве «Крепостновъ» (Киров) был выпущен подробный цветной каталог, в котором впервые систематизированы и приведены все известные на настоящий момент открытки и почтовые карточки, выпущенные почтово-телеграфным ведомством Российской империи, отпечатанные Экспедицией заготовления государственных бумаг и впоследствии приобретенные предпринимателями с целью печатания на них рекламных объявлений и дальнейшей продаже по сниженной цене в почтово-телеграфных конторах. В целом, по своей близости к газетным и журнальным блокам реклам, такие почтовые карточки могут также рассматриваться как один из аспектов культуры малого и среднего предпринимательства в России начала XX века.
В СССР по инициативе агентства «Связь» в 1926 году выпускались рекламные цельные вещи — почтовые карточки.

## Коллекционирование
Коллекционирование цельных вещей — это особая область филателии, имеющая свои правила. Прежде всего, не рекомендуется из цельной вещи делать вырезки. В коллекцию цельные вещи помещаются целиком, без выделения каких-либо отдельных частей.
Международной федерацией филателии (ФИП) создана специальная комиссия по цельным вещам. По правилам ФИП специализированные коллекции цельных вещей демонстрируются на крупных филателистических выставках в особом классе. Однако проводят и специализированные филателистические выставки коллекций, содержащих главным образом различные цельные вещи.
В рамках Всесоюзного общества филателистов коллекционеры цельных вещей объединялись в специальные клубы. Так, при Московском отделении ВОФ был организован клуб коллекционеров спецгашений и цельных вещей, куда входили несколько сотен человек. Аналогичные клубы коллекционеров были созданы в Ленинграде, Киеве и Риге.

## Филателистические издания
Описанию цельных вещей посвящены отдельные каталоги и филателистические журналы, например:
- Венец В. И. Цельные вещи Российской империи 1845—1917 гг. — М., 2006. — 132 с.
- Каталог почтовых марок и цельных вещей / Под ред. Ф. Чучина. — 1928. — Вып. I; 1929. — Вып. VI.
- Лапкин А. А. Цельные вещи русской почты 1845—2000 гг. — М.: ИМ-Информ, 2001.
- Почтовые карточки Российской империи с рекламными объявлениями. Цельные вещи. — Киров: Издательский дом «Крепостновъ», 2014.
- Российский журнал «Почтовые цельные вещи».
- Якобс В. Цельные вещи в отечественной филателии. Издания почты СССР 1923—1992 гг.: справочник / Под ред. М. В. Шалаева. — М.: ИТЦ «Марка», 2006. — 80 с. — (Прил. к журн. «Филателия», № 8, 2006). (Дата обращения: 20 апреля 2011)
- Якобс В. Цельные вещи в отечественной филателии. Почтовые карточки СССР 1923—1992 гг.: справочник. Архивная копия от 21 апреля 2013 на Wayback Machine — М.: ИТЦ «Марка», 2007. — 80 с. — (Прил. к журн. «Филателия», № 5, 2007). (Дата обращения: 20 апреля 2011)
- Якобс В. Знаки почтовой оплаты на цельных вещах СССР 1923—1983 гг.: каталог-справочник. Архивная копия от 5 марта 2016 на Wayback Machine — М.: ИТЦ «Марка», 2008. — 79 с. — (Прил. к журн. «Филателия», № 7, 2008). (Дата обращения: 5 мая 2011)
- Якобс В. Знаки почтовой оплаты на цельных вещах СССР 1984—1992 гг.: каталог-справочник. Архивная копия от 5 марта 2016 на Wayback Machine — М.: ИТЦ «Марка», 2009. — 80 с. — (Прил. к журн. «Филателия», № 5, 2009). (Дата обращения: 5 мая 2011)
- Каталог цельных вещей мира Хиггинса и Гейджа (США). (англ.)
- Priced Catalogue of Postal Stationery of the World / Ed. by Edward G. Fladung. — Pasadena, CA, USA, 1970. (англ.)